# Illar (kommunhuvudort)
Illar är en kommunhuvudort i Spanien.   Den ligger i provinsen Provincia de Almería och regionen Andalusien, i den södra delen av landet, 400 km söder om huvudstaden Madrid. Illar ligger 417 meter över havet och antalet invånare är 415.
Terrängen runt Illar är huvudsakligen kuperad, men åt nordväst är den bergig. Illar ligger nere i en dal. Runt Illar är det ganska tätbefolkat, med 83 invånare per kvadratkilometer. Närmaste större samhälle är Vícar, 17,1 km söder om Illar. Omgivningarna runt Illar är i huvudsak ett öppet busklandskap.